# 安提玛科斯
安提玛科斯（英語：Antimachus），克罗丰人，约活动于公元前400年前后。古希腊诗人、学者。他的事迹较为简略。为人所知的有五首诗歌《底比斯史诗》、《背运英雄》(即“书板”之意)、《阿尔忒弥斯》等作品。在后世颇有影响力。

## 扩展阅读
- 本条目包含来自公有领域出版物的文本: Chisholm, Hugh (编).  (第11版). London: Cambridge University Press. 1911.